# Watonga
Watonga é uma cidade localizada no estado norte-americano de Oklahoma, no Condado de Blaine.

## Demografia
Segundo o censo norte-americano de 2000, a sua população era de 4658 habitantes.
Em 2006, foi estimada uma população de 5609, um aumento de 951 (20.4%).

## Geografia
De acordo com o United States Census Bureau tem uma área de
7,1 km², dos quais 7,1 km² cobertos por terra e 0,0 km² cobertos por água.

## Localidades na vizinhança
O diagrama seguinte representa as localidades num raio de 28 km ao redor de Watonga.